# 稲葉山 (富山県)
稲葉山（いなばやま）は、富山県小矢部市にある山。標高は347m。西山丘陵の山の一つ。山頂から中腹にかけて稲葉山牧場がある。ふもとの宮島峡とあわせて稲葉山・宮島峡県定公園となっている。
富山県登山連盟の富山の百山の一つ。

## 概要
本山は小矢部市の象徴的な山とされている。山頂には二等三角点が設置されている。
西山丘陵の一つの山で、山頂から中腹の平地は比丘尼平といわれ、過半が稲葉山牧場となっている。2004年より茨城県日立市のくろしお風力発電の運営による風力発電所も設置されていた（後述）。
1980年（昭和55年）に設立された原牧栗生産組合が、1987年（昭和62年）に稲葉山中腹に観光クリ園「宮島観光栗園」を開設し、富山県内唯一の観光クリ園になっていた。しかし、長年にわたりイノシシの食害が発生し、大雪や猛暑による減産もあり、さらにコロナ禍の影響もあり、2022年（令和4年）シーズンで組合は解散し観光クリ園も廃止されることになった。その後、2023年（令和5年）にケィ・ディック電工事業部が敷地を借り受けて「宮島栗園」として再整備し、栗産地としてブランド化を図っている（産業クリ園であり来園者によるクリ拾いや園内散策は行わない方針）。

## 登山
自動車道で山頂に行くことができる。

## 風力発電

### 小矢部風力発電所
茨城県日立市のくろしお風力発電によりかつて運営していた3基の風力発電所。稲葉山山頂の市有地にて2004年12月に運転開始した。風車はエネルコン社製で高さはプロペラを含めて87m、プロペラの直径は44mであった。定格出力は1800kWh。
2024年を以て国の再生可能エネルギー価格買い取り制度が終了し、採算が取れなくなる他、当初予定していた経年化に伴うメンテナンスの計画もあったものの、同年1月1日に発生した能登半島地震の影響により再稼働にかかる期間が長期化することが判明したため、廃止されることになった。風車の撤去は同年11月上旬に開始され、同年12月20日までに全基撤去される。翌2025年5月までに各支柱の土台だったコンクリートの塊を取り除き、復旧完了となる。

### 新小矢部風力発電事業（仮）
2025年6月13日の小矢部市本会議後の全員協議会で、小矢部市が稲葉山山頂周辺で、HSEにより風力発電事業が再開されることが報告された。新たに高さ100mの大型風車5基を設け、最大値で21,300kw（前回の11倍）を見込む総発電出力となる。2027年着工、2029年の運転開始を目指すとしている。

## 稲葉山・宮島峡県定公園
稲葉山・宮島峡県定公園は富山県小矢部市にある富山県指定の県定公園。1992年（平成4年）3月26日指定。宮島峡は稲葉山のふもとの子撫川中流にある峡谷。